# Frankenstein-Dracula-Variante
Bei der Frankenstein-Dracula-Variante handelt es sich um eine komplizierte Nebenvariante einer Schacheröffnung. Sie entwickelt sich meist aus der Wiener Partie, kann aber auch durch Zugumstellung aus dem Läuferspiel entstehen. In der Eröffnungssystematik der ECO-Codes ist die Variante unter dem Schlüssel C27 klassifiziert.

## Historie
Der hauptsächlich im englischsprachigen Raum verbreitete Name geht auf den Fernschachmeister Tim Harding zurück, der ihn 1973 in seinem Buch Bishop's Opening prägte. 1978 veröffentlichte Baruch Harold Wood in der Zeitschrift Chess eine Kurzgeschichte, in der er die Idee einer Schachpartie zwischen Frankenstein und Dracula literarisch verarbeitete. Dabei griff er auf eine 1974 gespielte Partie zwischen Jacob Ost-Hansen und John Nunn zurück, in der diese Variante aufs Brett kam. Bekannt war diese Zugfolge aber bereits im frühen 20. Jahrhundert.
Aufgrund der spannenden und unklaren Verwicklungen, die sich im weiteren Partieverlauf aus ihr ergeben können, ist die Frankenstein-Dracula-Variante oft Gegenstand von Thematurnieren im Fernschach, bei denen sämtliche Partien mit einer vorgegebenen Zugfolge beginnen müssen.

## Die Grundstellung der Frankenstein-Dracula-Variante
|   | a | b | c | d | e | f | g | h |   |
| 8 |   |   |   |   |   |   |   |   | 8 |
| 7 |   |   |   |   |   |   |   |   | 7 |
| 6 |   |   |   |   |   |   |   |   | 6 |
| 5 |   |   |   |   |   |   |   |   | 5 |
| 4 |   |   |   |   |   |   |   |   | 4 |
| 3 |   |   |   |   |   |   |   |   | 3 |
| 2 |   |   |   |   |   |   |   |   | 2 |
| 1 |   |   |   |   |   |   |   |   | 1 |
|   | a | b | c | d | e | f | g | h |   |

Grundstellung der Variante nach 10. Sc7xa8
1. e2–e4 e7–e5
2. Sb1–c3 Sg8–f6
3. Lf1–c4 Sf6xe4
Ein Scheinopfer, nach 4. Sc3xe4 d7–d5 gewinnt Schwarz die Figur mit Vorteil zurück. Besser für Weiß ist:
4. Dd1–h5 Se4–d6
Erzwungen, um f7 zu decken. Nach Dd8–e7?? oder Dd8–f6?? 5. Sc3xe4 geht d7–d5 nicht mehr, und Schwarz hat eine Figur verloren.
5. Lc4–b3!?
Weiß kann auch mit 5. Dh5xe5+ den Bauern zurückgewinnen. Dieser Zug ist schärfer. Nun kann Schwarz den Bauern e5 behaupten, wird dann aber den Ta8 verlieren. Eine Alternative ist 5. … Lf8–e7.

5. … Sb8–c6
Nun erzwingen die Notwendigkeit für Weiß, Ersatz für den Bauern zu schaffen, und die Mattdrohung gegen f7 beidseits die nächsten Züge:
6. Sc3–b5 g7–g6
7. Dh5–f3 f7–f5
8. Df3–d5 Dd8–e7
9. Sb5xc7+ Ke8–d8
10. Sc7xa8
Schwarz hat einen Turm geopfert, wird aber den Sa8 gewinnen und hat dann eine Qualität weniger – doch er hat Kompensation. Nach
10. … b7–b6 (der unumstritten beste Zug)
verzweigen sich Varianten; gängige Züge für Weiß sind etwa 11. d2–d3, 11. Sa8xb6 oder 11. Dd5–f3.
Im 1921 von Jacques Mieses bearbeiteten Ergänzungsband zum Handbuch des Schachspiels wird die Variante 11. Dd5–f3 (11. Sg1–f3 Lc8–b7 mit starkem Angriff) Lc8–b7 12. Sa8xb6 a7xb6 13. d2–d3 Sc6–d4 14. Df3–h3 f5–f4! mit schwarzem Vorteil angegeben. Heutzutage gilt jedoch 11. d2–d3 als besser.